# Kuusjoki
Kuusjoki est une ancienne municipalité du sud-ouest de la Finlande, dans la région de Finlande du Sud-Ouest.
Les municipalités d'Halikko, Kiikala, Kisko, Kuusjoki, Muurla, Perniö, Pertteli, Suomusjärvi et Särkisalo ont fusionné avec Salo le 1er janvier 2009.
Elle est formée par 9 villages entourés par des zones agricoles à perte de vue.
Le petit centre administratif, qui concentre environ 50 % de la maigre population, est situé à 18 km de Salo, 70 km de la capitale provinciale Turku et 130 d'Helsinki.